# Listă de conducători de stat din 1905
1901 - 1902 - 1903 - 1904 - 1905 - 1906 - 1907 - 1908 - 1909
Aceasta este o listă a conducătorilor de stat din anul 1905:

## Europa
- Anglia: Eduard al VII-lea (rege din dinastia Saxa-Coburg-Gotha=Windsor, 1901-1910)
- Austrio-Ungaria: Francisc Iosif (împărat din dinastia de Habsburg-Lorena, 1848-1916; totodată, rege al Cehiei, 1848-1916; totodată, rege al Ungariei, 1848/1867-1916)
- Bavaria: Otto (Wilhelm Luitpold Adalbert Waldemar) (rege din dinastia de Wittelsbach, 1886-1913)
- Belgia: Leopold al II-lea (rege din dinastia Saxa-Coburg, 1865-1909)
- Bulgaria: Ferdinand I (cneaz din dinastia de Saxa-Coburg-Gotha, 1887-1918; țar, din 1908)
- Cehia: Francisc Iosif (rege din dinastia de Habsburg-Lorena, 1848-1916; totodată, împărat al Austriei, 1848-1916; totodată, rege al Ungariei, 1848/1867-1916)
- Danemarca: Christian al IX-lea (rege din dinastia de Glucksburg, 1863-1906)
- Elveția: Marc-Emile Ruchet (președinte, 1905, 1911)
- Franța: Emilie Loubet (președinte, 1899-1906)
- Germania: Wilhelm al II-lea (împărat din dinastia de Hohenzollern, 1888-1918)
- Grecia: George I (rege din dinastia Glucksburg, 1863-1913)
- Imperiul otoman: Abdul-Hamid al II-lea (sultan din dinastia Osmană, 1876-1909)
- Italia: Victor Emmanuel al III-lea (rege din dinastia de Savoia, 1900-1946)
- Liechtenstein: Johannes al II-lea cel Bun (principe, 1858-1929)
- Luxemburg: Adolf (mare duce din dinastia de Nassau, 1890-1905) și Wilhelm (mare duce din dinastia de Nassau, 1905-1912)
- Monaco: Albert (principe, 1889-1922)
- Muntenegru: Nicolae (principe din dinastia Petrovic-Njegos, 1860-1918; rege, din 1910)
- Norvegia: Haakon al VII-lea (rege din dinastia de Glucksburg, 1905-1957)
- Olanda: Wilhelmina (regină din dinastia de Orania-Nassau, 1890-1948)
- Portugalia: Carlos I (rege din dinastia de Braganca-Saxa-Coburg-Gotha-Kohary, 1889-1908)
- România: Carol I (domnitor din dinastia Hohenzollern-Sigmaringen, 1866-1914; rege, din 1881)
- Rusia: Nicolae al II-lea Aleksandrovici (împărat din dinastia Romanov-Holstein-Gottorp, 1894-1917)
- Saxonia: Frederic August al III-lea (Johann Ludwig Karl Gustav Gregor Filip) (rege din dinastia de Wettin, 1904-1918)
- Serbia: Petru I (rege din dinastia Karagheorghevic, 1903-1918; ulterior, rege al Iugoslaviei, 1918-1921)
- Spania: Alfonso al XIII-lea (rege din dinastia de Bourbon, 1886-1931)
- Statul papal: Pius al X-lea (papă, 1903-1914)
- Suedia: Oskar al II-lea (rege din dinastia Bernadotte, 1872-1907)

## Africa
- Bagirmi: Abd ar-Rahman al III-lea Gauranga al II-lea (mbang, 1871-1918)
- Barotse: Lubosi (Lewanika) (litunga, 1878-1884, 1885-1916)
- Benin: Ovonramwen (sau Overami) (obba, 1888-1897/1914)
- Buganda: Daudi Chwa al II-lea (kabaka, 1897-1939)
- Bunyoro: Duhaga al II-lea (Andrea Bisereko) (mukama din dinastia Bito, 1902-1924)
- Burundi: Mwezi al IV-lea Gisaabo (mwami din a patra dinastie, 1852-1908)
- Darfur: Ali Dinar ibn Zakariyya ibn Muhammad Fadl (sultan, 1898-1916)
- Egipt: Abbas al II-lea Hilmi (vicerege, 1892-1914)
- Ethiopia: Menelik al II-lea (împărat, 1889-1913)
- Imperiul otoman: Abdul-Hamid al II-lea (sultan din dinastia Osmană, 1876-1909)
- Kanem-Bornu: Bukar Garbai (șeic din dinastia Kanembu, 1901-1922)
- Lesotho: Lerotholi (rege, 1891-1905) și Letsie al II-lea (Letsienyane) (rege, 1905-1913)
- Liberia: Arthur Barclay (președinte, 1904-1911)
- Maroc: Moulay Abd al-Aziz ibn Hassan (sultan din dinastia Alaouită, 1894-1908)
- Munhumutapa: Chioko (rege din dinastia Munhumutapa, 1887-1917)
- Oyo: Adeyemi I (rege, 1876-1905) și Lawani (rege, 1905-1911)
- Rwanda: Yuhi al V-lea Musinga (rege, 1896-1931)
- Swaziland: Sobhuza al II-lea (Mona) (rege din clanul Ngwane, 1899-1982)
- Tunisia: Muhammad al IV-lea ibn Ali al Hadji (bey din dinastia Husseinizilor, 1902-1906)
- Wadai: Muhammad Saleh (Dudmurrah) (sultan, 1902-1911)
- Zanzibar: Ali ibn Hammud (sultan din dinastia Bu Said, 1902-1911)

## Asia

### Orientul Apropiat
- Afghanistan: Habib-Allah Khan (suveran din dinastia Barakzay, 1901-1919)
- Arabia Saudită: Abd al-Aziz al II-lea ibn Abd ar-Rahman ibn Saud (emir, 1902-1953; sultan, din 1917; rege, din 1932)
- Bahrain: Isa I ibn Ali (emir din dinastia al-Khalifah, 1869-1923)
- Iran: Muzaffar ad-Din (șah din dinastia Kajarilor, 1896-1907)
- Imperiul otoman: Abdul-Hamid al II-lea (sultan din dinastia Osmană, 1876-1909)
- Kuwait: Mubarak ibn Sabbah (emir din dinastia as-Sabbah, 1896-1915)
- Oman: Faișal ibn Turki (emir din dinastia Bu Said, 1888-1913)
- Qatar: Ahmad I ibn Muhammad (emir din dinastia at-Thani, 1876-1905) și Kasim ibn Muhammad (emir din dinastia at-Thani, 1905-1913)
- Yemen, statul Sanaa: al-Mutauakkil ala-l-lah Yahya ibn Muhammad (imam, 1904-1948; rege, din 1918)

### Orientul Îndepărtat
- Brunei: Hașim Jalil al-Alam Akam ad-Din (sultan, 1885-1906)
- Cambodgea: Sisovath (Prakeo Fra) (rege, 1904-1927)
- China: Dezong (Zaitian) (împărat din dinastia manciuriană Qing, 1875-1908)
- Coreea, statul Choson: Kojong (Yi Hyong) (rege din dinastia Yi, 1864-1907; împărat, din 1897)
- India: George Nathaniel Curzon (vicerege, 1899-1904, 1904-1905) și John Campbell Hamilton-Gordon (vicerege, 1905-1910; anterior, guvernator general în Canada, 1898-1904)
- Japonia: Meiji (împărat, 1868-1912)
- Laos, statul Champassak: Chao Nguy (Tiao Ratsadanay) (rege, 1900-1946; guvernator, din 1907)
- Laosul superior: Som Dak Phra Chao Sisavang Vong (rege, 1904-1945; ulterior, rege în Laos, 1945-1959)
- Maldive: Șams ad-Din Muhammad Iskandar (sultan, 1893, 1903-1935)
- Mataram (Jogjakarta): Abd ar-Rahman Amangkubowono al VII-lea (Angabehi) (sultan, 1877-1921)
- Mataram (Surakarta): Pakubowono al X-lea (Witjaksana) (sultan, 1893-1939)
- Nepal, statul Gurkha: Prithvi Bir Bikram Șamșir Jang Bahadur Șah (rege, 1881-1911)
- Rusia: Nicolae al II-lea Aleksandrovici (împărat din dinastia Romanov-Holstein-Gottorp, 1894-1917)
- Thailanda, statul Ayutthaya: Pra Chulachomklao (Chulalongkorn, Rama al V-lea) (rege din dinastia Chakri, 1868-1910)
- Tibet: nGag-dbang bLo-bzang Thub-ldan rgya-mtsho (dalai lama, 1876-1933)
- Tibet: Panchen Tup-den Ch'os-kyi Nyi-ma dGe-legs rNam-rgyal (Choskyi Nyima Geleg Namgyal) (panchen lama, 1883-1937)
- Vietnam, statul Annam: Thanh Thai (Nguyen Buu-Lan) (împărat din dinastia Nguyen, 1889-1907)

## America
- Argentina: Manuel Jose Quintana (președinte, 1904-1906)
- Bolivia: Ismael Montes (președinte, 1904-1909, 1913-1917)
- Brazilia: Francisco de Paula Rodrigues Alves (președinte, 1902-1906, 1918-1919)
- Canada: Albert Henry George Grey (guvernator general, 1904-1911)
- Chile: German Riesco Errazuriz (președinte, 1901-1906)
- Columbia: Rafael Reyes Prieto (președinte, 1904-1909)
- Costa Rica: Ascension Esquivel Ibarra (președinte, 1889, 1902-1906)
- Cuba: Tomas Estrada Palma (președinte, 1902-1906)
- Republica Dominicană: Carlos F. Morales Languaso (președinte, 1904-1906)
- Ecuador: Leonidas Plaza Gutierez (președinte, 1901-1905, 1912-1916) și Lizardo Garcia (președinte, 1905-1906)
- El Salvador: Pedro Jose Escalon (președinte, 1903-1907)
- Guatemala: Manuel Estrada Cabrera (președinte, 1898-1920)
- Haiti: Pierre Nord-Alexis (președinte, 1902-1908)
- Honduras: Manuel Bonilla (președinte, 1903-1907, 1912-1913)
- Mexic: Porfirio Diaz (președinte, 1876-1880, 1884-1911)
- Nicaragua: Jose Santos Zelaya (președinte, 1893-1909)
- Panama: Manuel Amador Guerrero (președinte, 1904-1908)
- Paraguay: Juan Bautista Guana (președinte, 1904-1905) și C. Cecilio Baez (președinte, 1905-1906)
- Peru: Jose Pardo y Barreda (președinte, 1904-1908, 1915-1919)
- Statele Unite ale Americii: Theodore Roosevelt (președinte, 1901-1909)
- Uruguay: Jose Battle y Ordonez (președinte, 1899, 1903-1907, 1911-1915)
- Venezuela: Cipriano Castro (caudillo, 1899-1908)

## Oceania
- Australia: Henry Stafford Northcote (guvernator genera, 1904-1908)
- Noua Zeelandă: William Lee Plunket (guvernator, 1904-1910)
- Tonga: George Tupou al II-lea (rege, 1893-1918)